# 시티스파이어 센터
시티스파이어 센터(CitySpire Center)는 미국 뉴욕 맨해튼에 위치한 마천루이다. 맨해튼 56번가의 6번 애버뉴와 7번 애버뉴 사이에 위치하고 있다. 1987년 완공되었다. 248m의 높이의 75층으로 되어 있다.

## 같이 보기
- 뉴욕의 마천루 목록
- 미국의 마천루 목록